# Liam Smith
Liam Smith (Dalgety Bay, 10 aprile 1996) è un calciatore scozzese, difensore del Bohemians.

## Caratteristiche tecniche
È un terzino destro.

## Carriera

### Club
Ha giocato nella prima divisione scozzese.

### Nazionale
Il 2 settembre 2016 ha esordito con la nazionale Under-21 scozzese disputando il match di qualificazione per gli Europei del 2017 perso 1-0 contro la Macedonia.

## Statistiche

### Presenze e reti nei club
Statistiche aggiornate al 27 settembre 2024.
| Stagione          | Squadra           | Campionato        | Campionato | Campionato | Coppe nazionali | Coppe nazionali | Coppe nazionali | Coppe continentali | Coppe continentali | Coppe continentali | Altre coppe | Altre coppe | Altre coppe | Totale | Totale |
| Stagione          | Squadra           | Comp              | Pres       | Reti       | Comp            | Pres            | Reti            | Comp               | Pres               | Reti               | Comp        | Pres        | Reti        | Pres   | Reti   |
| ----------------- | ----------------- | ----------------- | ---------- | ---------- | --------------- | --------------- | --------------- | ------------------ | ------------------ | ------------------ | ----------- | ----------- | ----------- | ------ | ------ |
| ago. 2014         | Hearts            | SC                | 0          | 0          | CS+CdL          | 0+1             | 0               | -                  | -                  | -                  | SCC         | 1           | 0           | 2      | 0      |
| ago. 2014-2015    | East Fife         | SL2               | 20         | 1          | CS              | 0               | 0               |                    | -                  | -                  | SCC         | 0           | 0           | 20     | 1      |
| 2015-2016         | Hearts            | SP                | 10         | 0          | CS+CdL          | 0+1             | 0               | -                  | -                  | -                  | -           | -           | -           | 11     | 0      |
| ago.-set. 2016    | Hearts            | SP                | 2          | 0          | CS+CdL          | 0+1             | 0               | UEL                | 3                  | 0                  | -           | -           | -           | 6      | 0      |
| set.-ott. 2016    | Raith Rovers      | SC                | 2          | 0          | -               | -               | -               | -                  | -                  | -                  | SCC         | 0           | 0           | 2      | 0      |
| nov. 2016-2017    | Hearts            | SP                | 18         | 0          | CS              | 1               | 0               | -                  | -                  | -                  | -           | -           | 19          | 0      |        |
| Totale Hearts     | Totale Hearts     | Totale Hearts     | 30         | 0          |                 | 3               | 0               |                    | 3                  | 0                  |             | 1           | 0           | 37     | 0      |
| 2017-2018         | St. Mirren        | SC                | 32         | 2          | CS+CdL          | 1+0             | 0               | -                  | -                  | -                  | SCC         | 1           | 0           | 34     | 2      |
| 2018-2019         | Ayr Utd           | SC                | 33+2       | 1+0        | CS+CdL          | 2+1             | 0               | -                  | -                  | -                  | SCC         | 1           | 0           | 39     | 1      |
| 2019-2020         | Dundee Utd        | SC                | 28         | 0          | CS+CdL          | 2+3             | 0               | -                  | -                  | -                  | SCC         | 1           | 0           | 34     | 0      |
| 2020-2021         | Dundee Utd        | SP                | 30         | 1          | CS+CdL          | 3+2             | 0               | -                  | -                  | -                  | -           | -           | -           | 35     | 1      |
| 2021-2022         | Dundee Utd        | SP                | 20         | 2          | CS+CdL          | 2+3             | 0               | -                  | -                  | -                  | -           | -           | -           | 25     | 2      |
| 2022-2023         | Dundee Utd        | SP                | 28         | 1          | CS+CdL          | 2+2             | 0               | UECL               | 2                  | 0                  | -           | -           | -           | 34     | 1      |
| Totale Dundee Utd | Totale Dundee Utd | Totale Dundee Utd | 106        | 4          |                 | 19              | 0               |                    | 2                  | 0                  |             | 1           | 0           | 128    | 4      |
| 2023-feb. 2024    | Cheltenham Town   | FL1               | 13         | 0          | FACup+CdL       | 0+1             | 0               | -                  | -                  | -                  | FLT         | 1           | 0           | 15     | 0      |
| feb.-giu. 2024    | Grimsby Town      | FL2               | 11         | 1          | -               | -               | -               | -                  | -                  | -                  | -           | -           | -           | 11     | 1      |
| lugl.- dic. 2024  | Bohemians         | PD                | 9          | 0          | CI              | 3               | 0               | -                  | -                  | -                  | -           | -           | -           | 12     | 0      |
| Totale carriera   | Totale carriera   | Totale carriera   | 258        | 9          |                 | 31              | 0               |                    | 5                  | 0                  |             | 5           | 0           | 299    | 9      |

## Palmarès

### Club

#### Competizioni nazionali
- Scottish Championship: 2

St. Mirren: 2017-2018
Dundee United: 2019-2020